# Matze Hielscher
Mathias „Matze“ Hielscher (* 31. Oktober 1979 in Elsterwerda) ist ein deutscher Medienunternehmer, Podcaster, Buchautor und ehemaliger Bassist der Indie-Pop-Band Virginia Jetzt! sowie DJ.

## Leben
Nach der Mittleren Reife machte Hielscher zunächst eine Ausbildung zum Lampenverkäufer. Von 1999 bis zu ihrer Auflösung 2010 war er Bassist der Indie-Pop-Band Virginia Jetzt!. Ab 2009 veranstaltete Hielscher zusammen mit Fiete Klatt und Pierre Türkowsky in Berlin die Partyreihe Remmidemmi. Parallel dazu arbeitete er als DJ.
2010 gründete er mit Türkowsky die Digitalagentur Mit Vergnügen. Sie gibt ein gleichnamiges Berliner Online-Stadtmagazin heraus, Ableger in München, Hamburg und Köln folgten. Mit Reisevergnügen erscheint ein digitaler Reiseführer. Mit Vergnügen produziert zudem Content-Marketing-Formate und entwickelt und produziert Podcasts, etwa den Prominentenpodcast 1 plus 1 – Freundschaft auf Zeit für den SWR.
Hielscher lebt in Berlin. Mit seiner Frau Stephanie hat er einen Sohn.

## PodcastHotel Matze
Seit 2016 ist Hielscher Gastgeber des Podcasts Hotel Matze, in dem er sich mit Künstlern, Unternehmern und Politikern unterhält. Business Punk bezeichnete Hotel Matze als „Referenz, wenn es um interessierte, tiefgehende Gesprächsformate“ geht. Laut Handelsblatt ist Hielscher ein „einfühlsamer Interviewer“. Politiker müssten sich jedoch „keine Sorge machen, dass ihnen kritische Fragen gestellt werden oder sie gar unterbrochen werden“. Von August 2021 bis Februar 2022 moderierte Hielscher mit der Schriftstellerin Sibylle Berg den Podcast WG Wesensfremd.

## Schriften
- Die Schule meines Lebens: Weisheiten und Lebenstricks von ziemlich außergewöhnlichen Menschen. Piper Verlag, München 2020, ISBN 978-3-492-06218-3.
- München mit Vergnügen: München für alle Lebenslagen (= Mit Vergnügen). The Gentle Temper, Berlin 2021, ISBN 978-3-947747-12-2.
- Die Akademie meines Lebens: Perspektiven von ziemlich außergewöhnlichen Menschen und einem Hund. Piper Verlag, München 2022, ISBN 978-3-492-06395-1.